# Toni Martl
Toni Martl (* 19. September 1916 in München; † 27. Januar 1999 ebenda) war ein deutscher Komponist.
Nach dem Abitur in München absolvierte Martl ein Kapellmeister- und Kompositionsstudium an der
Akademie der Tonkunst in München. 1938 wurde er in die Wehrmacht einberufen. Ende 1945 kehrte er verwundet heim. Wegen des Schulterdurchschusses musste er ein Dirigentenangebot bei den Berliner Philharmonikern ablehnen. Ab 1950 arbeitete er als Komponist, Bearbeiter und Pianist. Unter dem Pseudonym André Tomar übte er die Tätigkeiten des Kapellmeisters und des Chorleiters (Männerchor Markt Kirchseeon) aus.
Während seiner Schaffenszeit komponierte er fast 250 Werke der leichten und der gehobenen Unterhaltungsmusik sowie Volksmusik. Er führte kammermusikalische Bearbeitungen und andere Auftragsarbeiten, meist für den Bayerischen Rundfunk, durch.

## Werke (unvollständig)
- Iberische Skizzen (1958)
- Romanze (1953)
- Capriccio (1953)
- Nacht in Acapulco (1967)
- Fiesta fidel (1973)